# Stefanie Horn
Stefanie Horn (* 9. Januar 1991 in Bottrop) ist eine deutsch-italienische Slalom-Kanutin.

## Erfolge
Horn startet im Einer-Kajak. Nach Streitigkeiten mit dem deutschen Verband tritt sie seit 2012 unter italienischer Flagge an.
Bei den Europameisterschaften 2013 in Krakau gewann sie die Silbermedaille. Bei den Olympischen Spielen 2016 belegte sie den achten Platz. Bei den Olympischen Spielen 2020 belegte sie den vierten Platz.